# Platymysis facilis
Platymysis facilis är en kräftdjursart som beskrevs av Brattegard 1980. Platymysis facilis ingår i släktet Platymysis och familjen Mysidae. Inga underarter finns listade i Catalogue of Life.